# Novo Selo Podravsko
Novo Selo Podravsko is een plaats in de gemeente Mali Bukovec in de Kroatische provincie Varaždin. De plaats telt 234 inwoners (2001).